# 戴爾

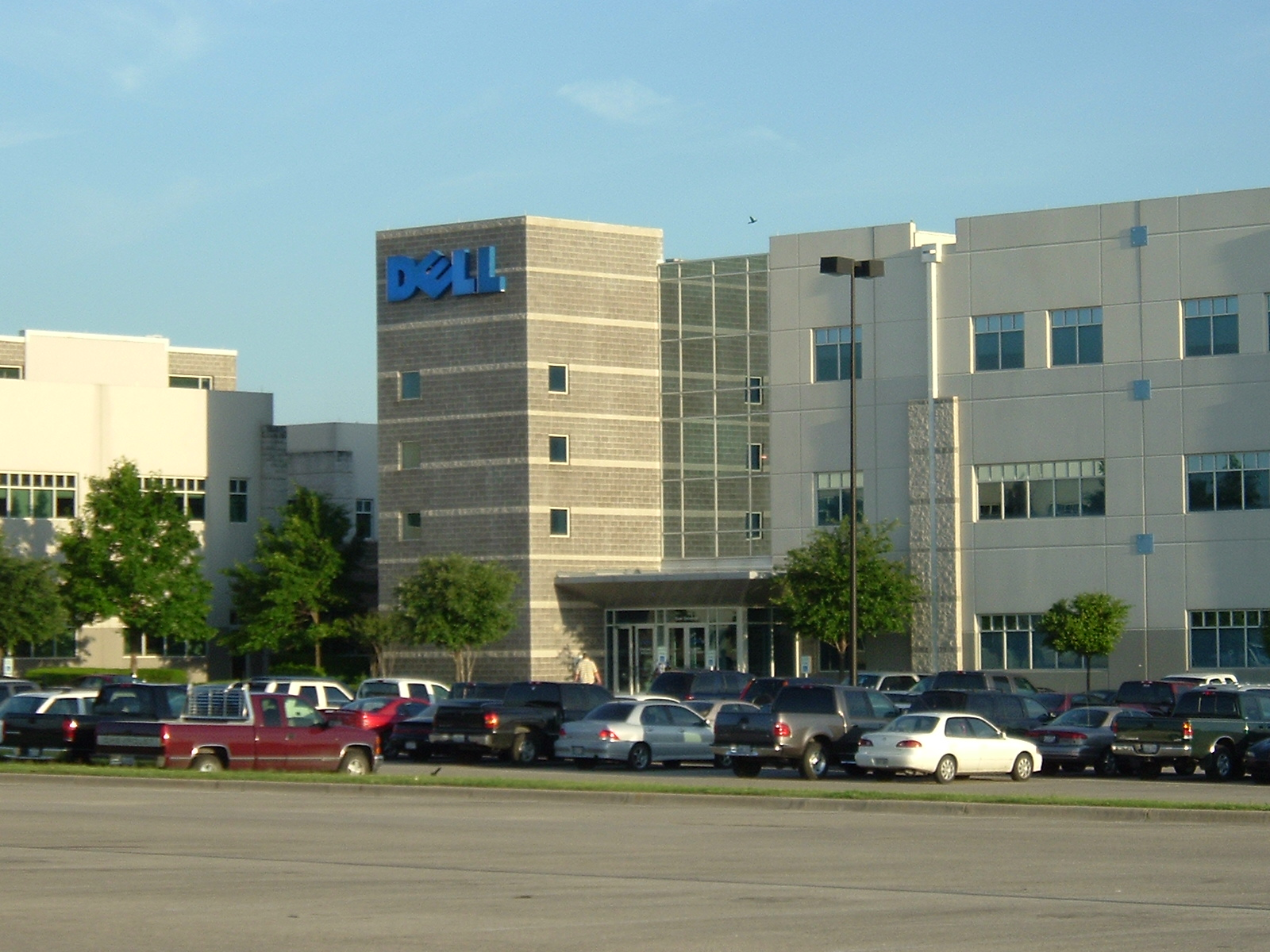
戴爾總部

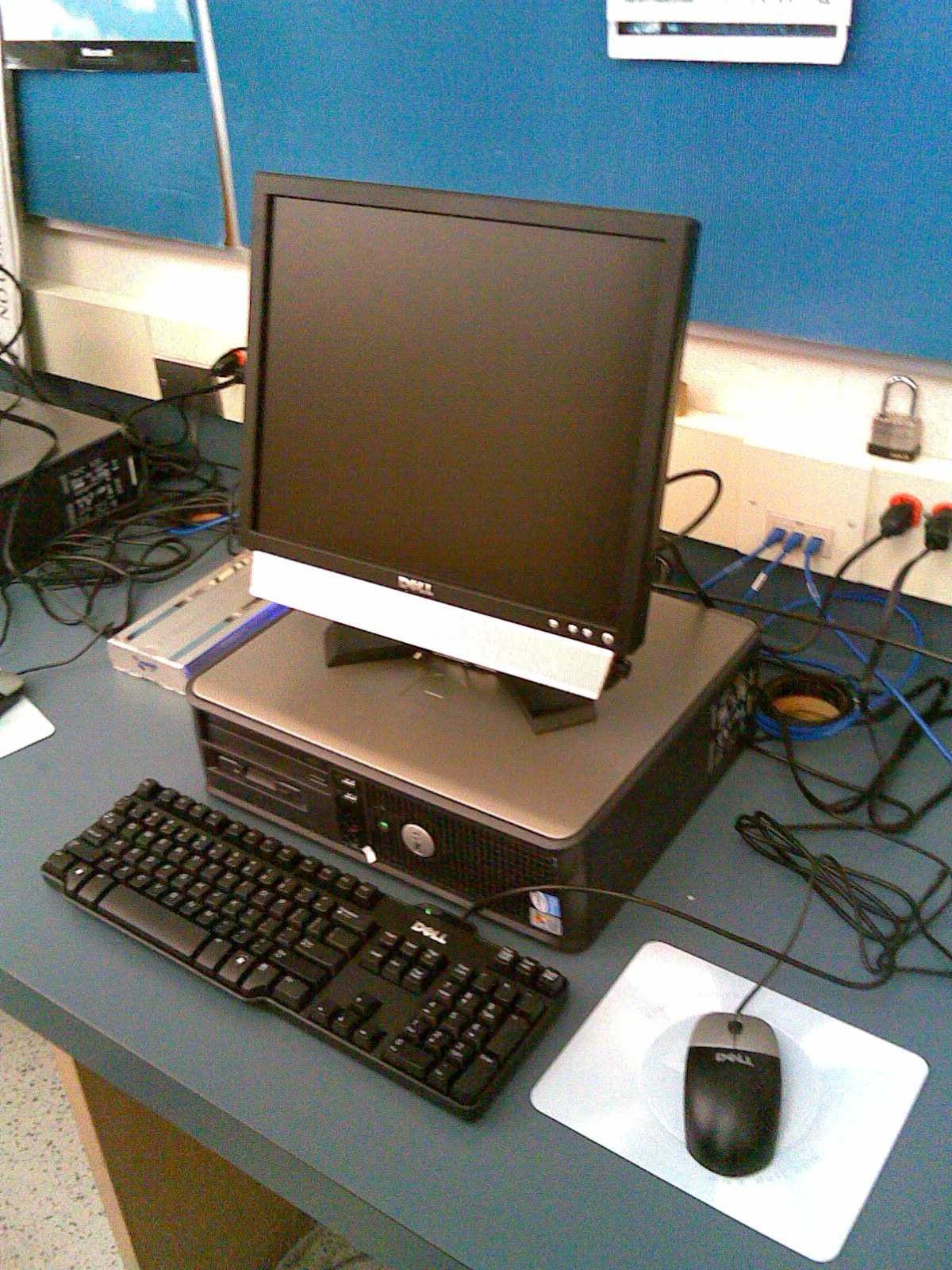
戴爾OptiPlex GX620桌上型電腦

戴尔股份有限公司（简称戴尔）是总部位于美国得克萨斯州朗德罗克的公司，由米高·戴尔于1984年创立。创立時公司的名称是PC's Limited，1987年改为现在的名字。戴尔以生产、设计、销售家用以及办公室电脑而闻名，它同时也涉足高端电脑市场，生产与售賣服务器、数据储存设备和网络设备等。戴尔的其他产品还包括软件、打印机及电脑周边产品等。当公司逐渐发展到其它非电脑领域后，公司的股东们在2003年的股东大会中批准公司從「戴爾電腦」（Dell Computer）改名為「戴尔公司」。
受益于戴尔的直接商业模式（即去除中间人，直接向客人賣产品），公司能够以更低廉的价格为客人提供各种产品，并保证送货上门。此外也确保戴尔的产品还未生产出来就已经售出，即是先有訂單，之後才按客戶要求組裝電腦。
該公司以創辦人麥可·戴爾命名，是全球前幾大的科技公司，目前全球員工已經超過九萬六千名。於2010年戴爾入選美國《財星》雜誌每年評選的「500强公司」排行榜的第38名。《財富》同時也將戴爾列入科技業中全球第五大最受尊崇的公司。
戴爾成長的方式包括了內部營運增長以及非營運增長，意即戴爾在成立之際，有多次令人矚目的收購和合併行動，例如2006年的Alienware及2009年的Perot Systems。在2009年戴爾出售的產品包括個人電腦、伺服器、資料儲存設備、網路交換器、軟體及電腦周邊設備。戴爾同時也販售打印机及由其他廠商所生產的電子產品。戴爾因为在供應鏈管理及電子商務的各項創新而受到赞誉。
2012年，《財星》雜誌根據總營收將戴爾列為全美第44大公司以及在德州的第6大公司，同時也是德州第二大非石油公司（僅次於AT&T），也是在奧斯丁地區最大的公司。

## 歷史沿革
戴爾的歷史最早可追溯到1984年，創辦人迈克尔·戴尔在得克萨斯大學奧斯汀分校就學時創立了PCs Limited這家電腦公司。他以宿舍房間為公司總部，發售以現有零件組裝並與IBM PC兼容的電腦。迈克尔·戴尔认为透過直接出售個人電腦系統給客人，可以讓PCs Limited更了解客戶的需要并提供最有效的解決方案，以此滿足客户需求。迈克尔·戴尔從家人獲得約30萬美元資金後，決定中途輟學，以便將所有注意力集中在他未發展好的事業上。
在1985年，他生產了第一部擁有自己獨特設計的電腦“Turbo PC”，售價為795美元。PCs Limited藉由在國家電腦雜誌推出它的系列廣告並直接向消費者銷售，並提供消費者根據不同方案來讓消費者有更多組裝選擇。在其公司第一年的營收毛利就超過7300萬美元。
在1988年公司更名為“戴爾電腦企業”並選擇愛爾蘭為它全球性擴展的第一站。1988年6月22日，戴爾首次公開發行350萬新股，每股作價8.50美元；之後戴爾公司市值從3000萬美元增長至8000萬美元。在1992年，戴爾公司被財富雜誌評為全球500強企業，而且迈克尔·戴尔成為500強企業裡有史以來最年輕的執行長。
在1996年戴爾開始透過網站賣電腦，並於2002年擴大產品線，包括了電視機，手持設備，數位音響和列印機。戴爾最早的購併案，起源自1999年收購ConvergeNet Technologies。2003年，公司重新命名為“Dell Inc.”以識別除了電腦之外的成就。從2004年到2007年，迈克尔·戴尔以執行長身分在一旁教導戴爾公司的主要掌權人─Kevin Rollins。在此期間，戴爾收購了Alienware公司，並引進了幾個新的產品，包括AMD微處理器。為了防止跨市場的產品，戴爾繼續經營Alienware公司為一個獨立個體，但仍然是戴爾的全資子公司。
然而戴爾入門級電腦市場的表現不佳讓迈克尔·戴尔再度回鍋重做執行長。這位創辦人宣布一個重大的改變活動名為“Dell 2.0”，減少人員及多角化公司的產品內容。戴爾並在2008年1月28日正式收購EqualLogi，以獲得iSCSI儲存市場的一席之地，由於戴爾已經擁有高效率的生產流程，整併EqualLogic的產品讓整個公司的生產成本隨之下降。
在2009年9月21日戴爾宣布合併Perot Systems（總部設於得州布蘭諾）的意願，這個交易金額據報導為39億美元。Perot System主要提供應用程式發展，系統整合及策略性的諮詢服務，主要營運地點在美國及10個境外國家。此外，他並提供一系列的委外服務商業流程，包括理賠處理及客服中心營運
在2010年8月16日戴爾宣布併購資料儲存廠商3PAR。

自2010年至2016年成立Dell Technologies前之商標

1984年公司草创时注册资本为1000美元，是德克萨斯州法律所规定的最低金额。到2003年6月戴尔的市值已经达到800亿美元，营业额则达到310亿美元。
2010年8月13日戴爾在美國推出平板電腦Streak。
2010年8月25日戴爾在美國推出運行谷歌Android操作系统的Aero智能手機。Aero並非是戴爾推出的首款智能手機。去年末，戴爾已經開始在中國銷售一款Mini 3i智能手機。
2012年12月13日戴爾品牌將不會再研發Android智能手機。
2013年2月5日戴爾電腦（DELL）宣布下市方案，集團創辦人米高戴爾及SILVER LAKE基金，斥資249億美元將戴爾併購下市，股東可獲得每股13.75美元現金，外加每股13美分的特別股息。
交易主要通過現金加股票作融資，當中微軟會借出20億美元貸款。現時持有公司14%股權的迈克尔·戴尔，在交易完成後會繼續擔任董事長及CEO。10月30日戴爾以249億美元完成併購下市，在下市後，迈克尔·戴尔持股比重將提升至75%，並繼續擔任執行長職務。
2014年7月18日，戴尔称，该公司现已开始接受比特币支付。
2015年10月12日戴爾與它的創辦人迈克尔·戴尔將與MSD Partners（Michael Dell’s investment firm）和Silver Lake私募基金以每股33.15美元，收購數據儲存設備製造商EMC，包括EMC的股東將獲得每股24.05美元現金和EMC所持有的VMware追蹤股0.111股，計入現金和股票現值，這筆交易的總金額達到670億美元，成美國歷來最大宗科企收購。
2016年3月28日，戴爾以30.5億美元出售旗下IT技術服務部門给日本電信電話(NTT)子公司NTT數據(NTT Data)
2016年5月2日 戴爾創辦人兼執行長邁克爾·戴爾在EMC World 大會上宣布，在完成收購EMC後，戴爾公司（Dell Inc.）將改名為「Dell Technologies」，旗下包含兩個子牌子，其中銷售PC等用戶端的業務稱為Dell，負責企業基礎架構的部門稱為Dell EMC。
2016年9月12日戴爾-EMC以16.2億美元出售旗下企業內容部門给加拿大的商業軟件開發商OpenText。
2018年7月3日戴爾以239億美元現金加股票收購Vmware追蹤股票（股票代碼為DVMT），並發行約70億美元股票。新發行的戴爾C級股票將於12月28日正式在紐交所掛牌。
2021年4月15日據報導戴爾科技公司將把剩餘的 VMware 股份分拆給股東，兩家公司將在至少五年內不發生重大變化的情況下繼續運營。

## 產品系列
戴爾利用不同的市場區隔來替各個產品系列名稱命名。

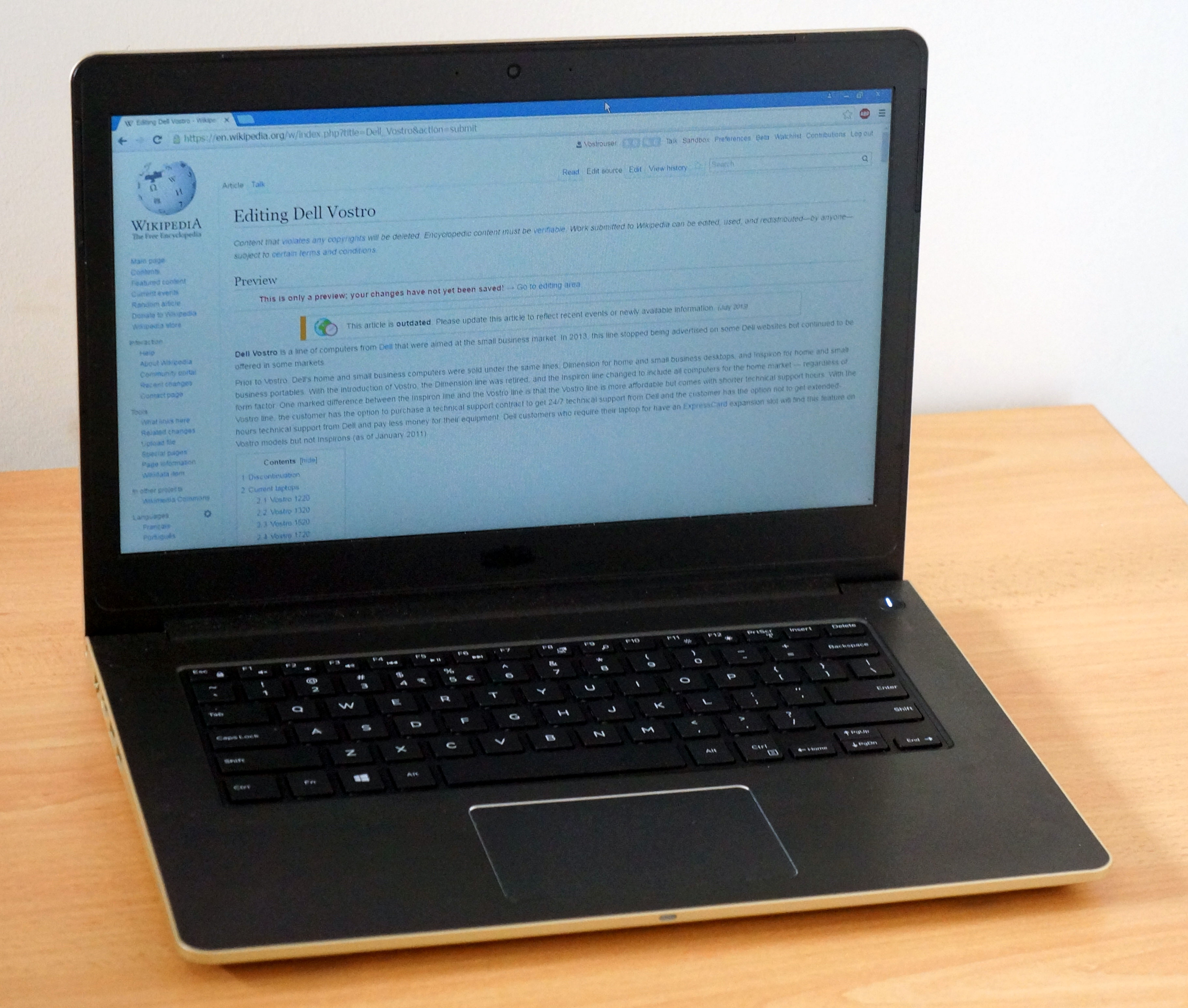
Dell Vostro 14 V5459 笔记本电脑

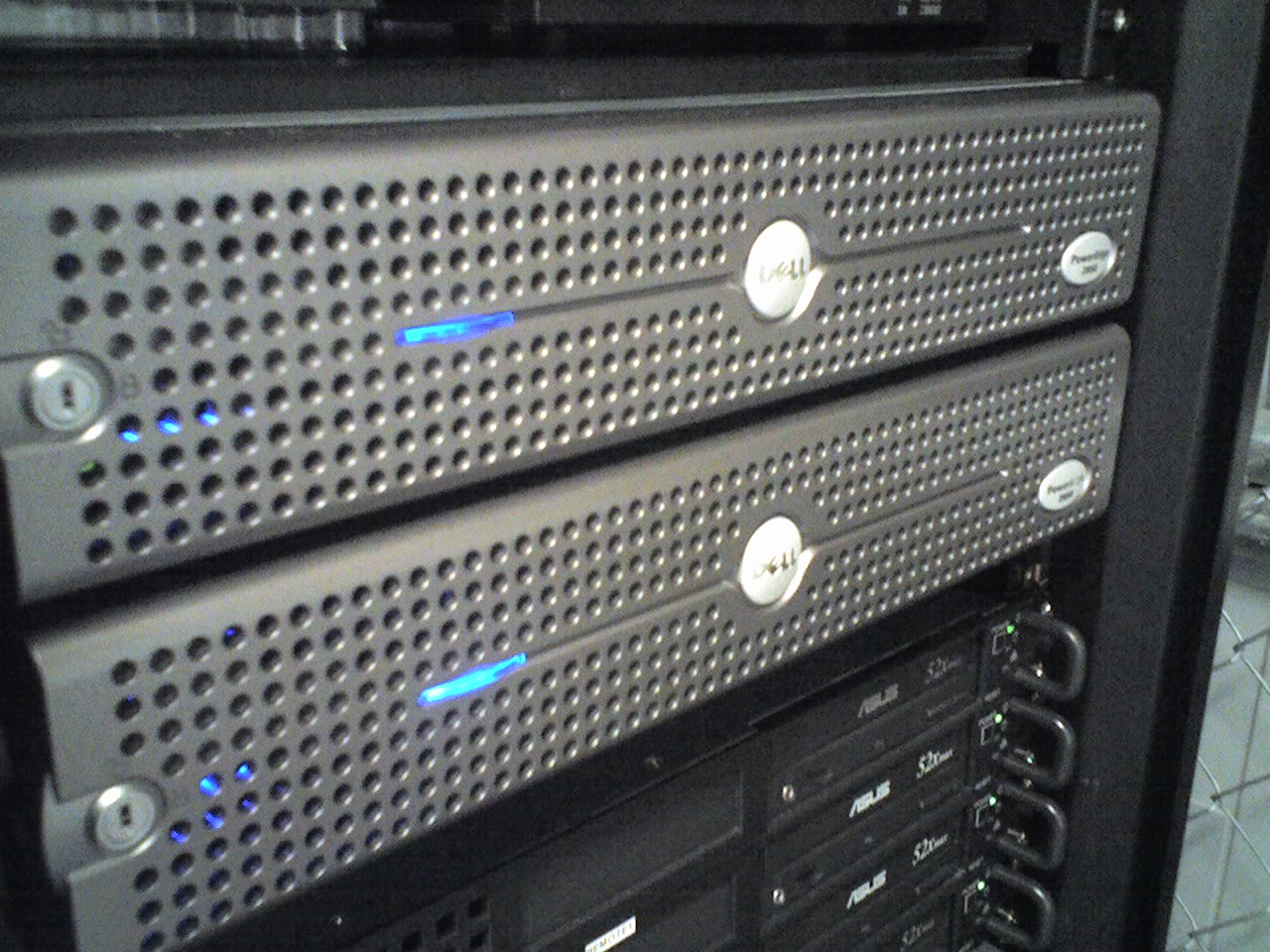
PowerEdge伺服器系列

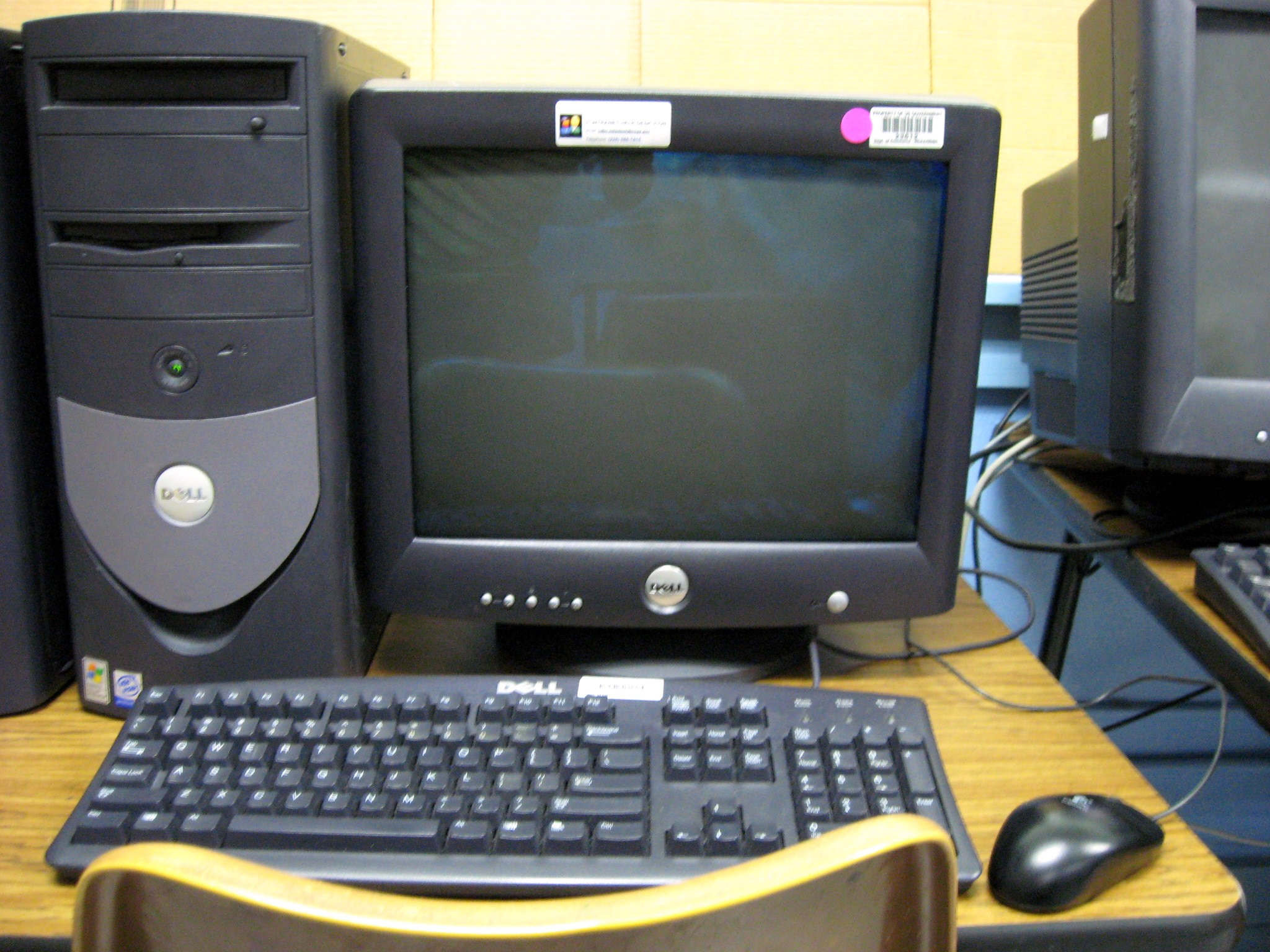
學校電腦專案的OptiPlex

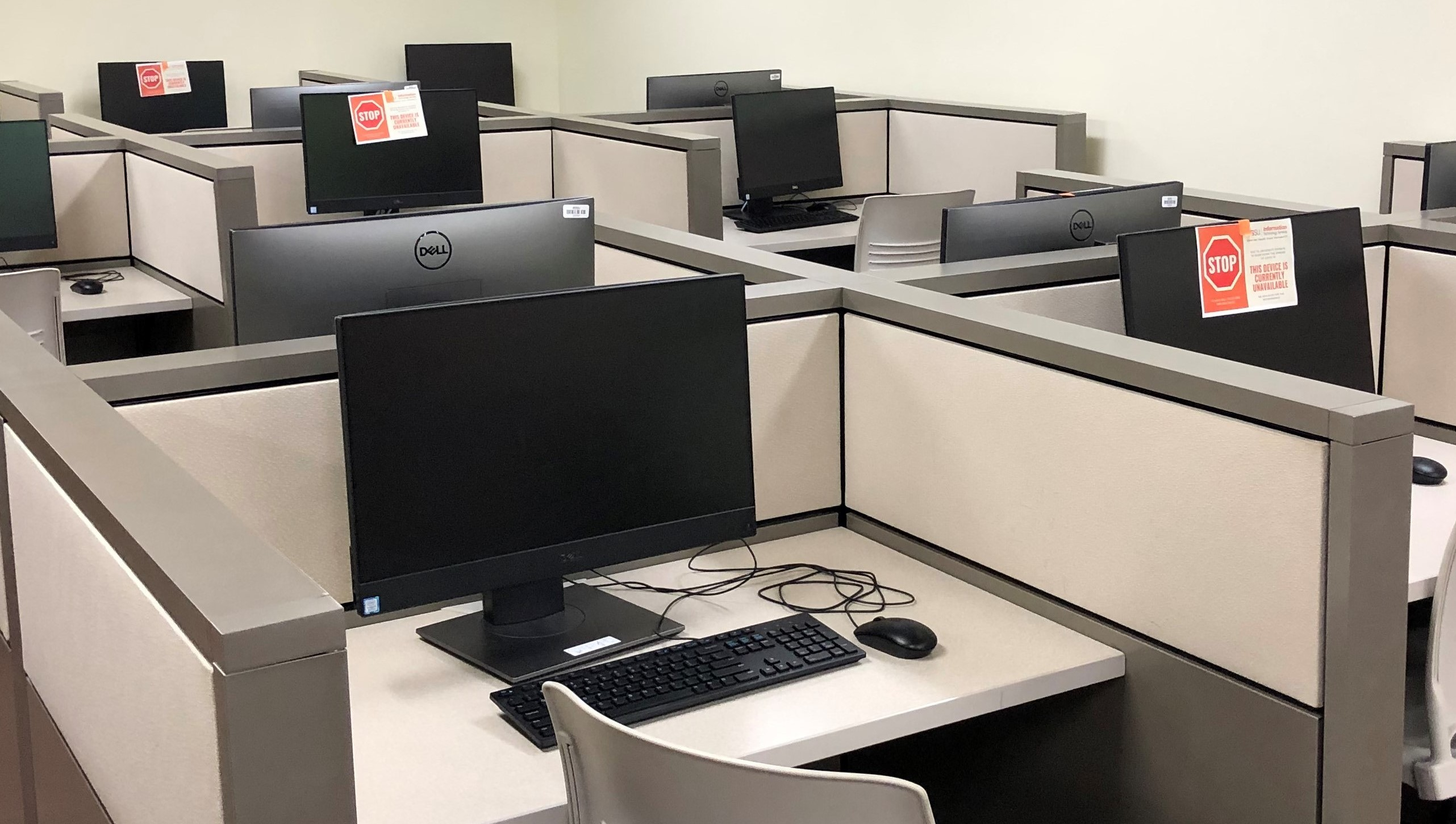
戴尔的一体机电脑

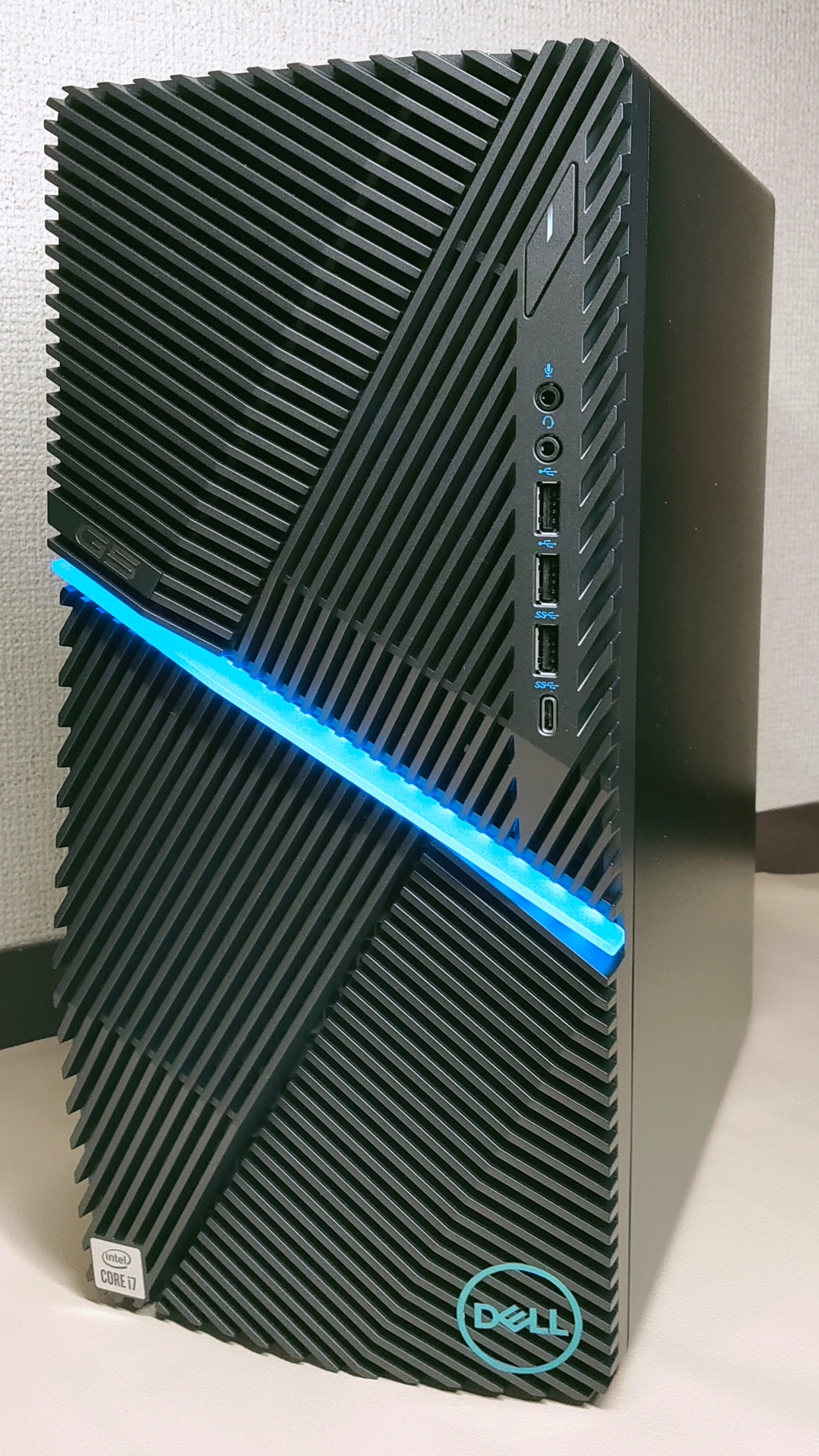
DELL G5 台式机

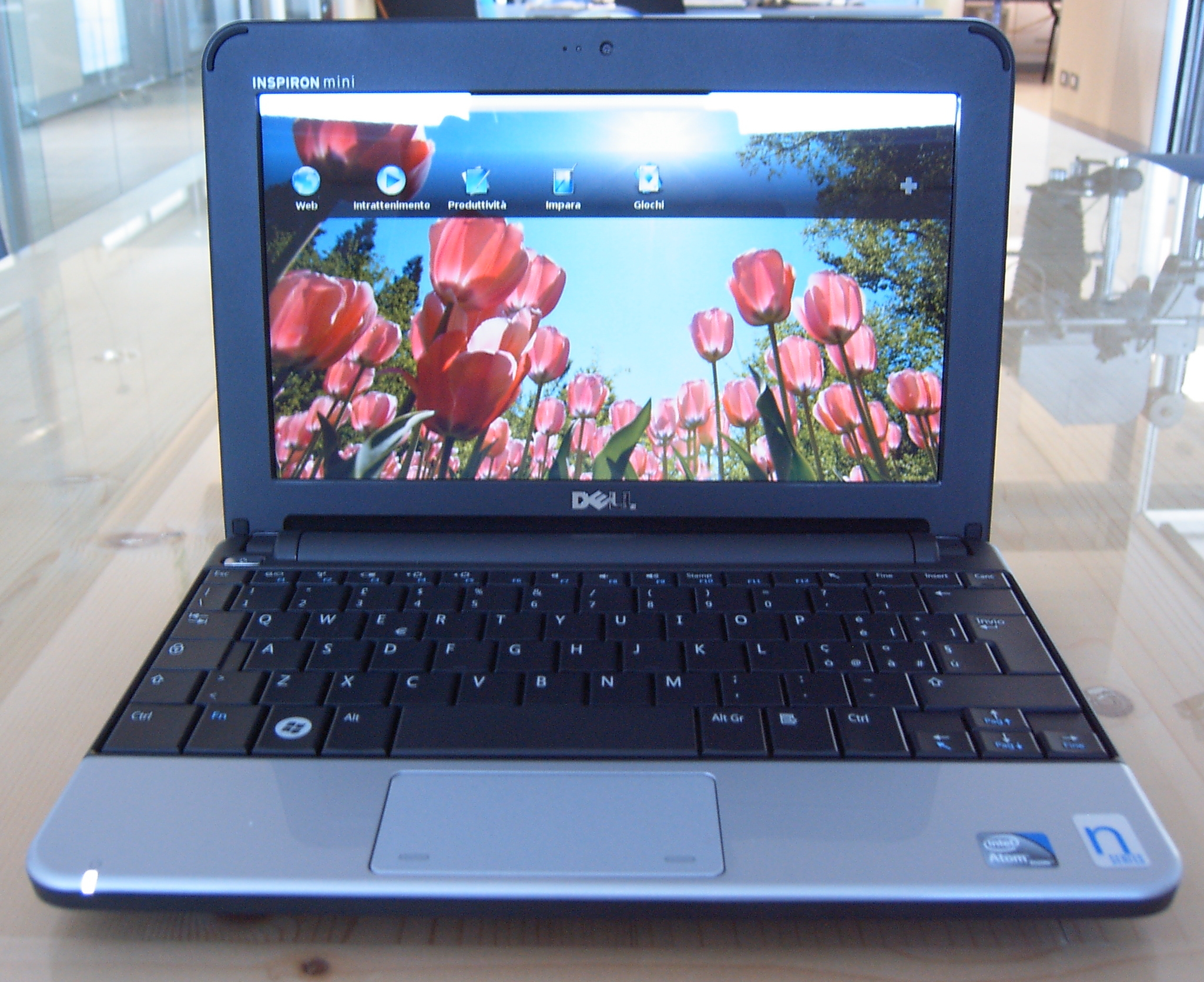
Dell Inspiron Mini 10v，针对上网本市场

適合中小企業/大型企業使用的產品，主要強調較長的產品週期、耐用以及相互配合的服務方案。這些產品系列包括：
- OptiPlex（辦公室桌上型電腦）
- Vostro（小型企業桌上型電腦以及筆記型電腦）
- n系列（內建Linux或是FreeDOS的桌上型以及筆記型電腦）
- Latitude（商用筆記型電腦）
- Dell Precision（英语：Dell Precision）（工作站以及移動工作站)
- PowerEdge（商用伺服器）
- PowerVault（直接附加儲存以及網路連結儲存器）
- PowerConnect（網路交換器）
- Dell/EMC（儲存區域網路）
- EqualLogic（大型企業等級的iSCSI SANs）
- Force10（網絡萬兆交換設備）

戴爾的家用/消費系列產品，強調價值、性能以及高擴充性。這些產品系列包括：
- Dimension(家用 商用桌上型電腦 已於2007年停產)
- Inspiron（超值型入門款桌上型電腦以及筆記型電腦）
- Inspiron Mini（已於2010年停產）
- Studio（主流級筆記型電腦 已於2011年停產）

- XPS（高階桌上型及筆記型電腦）

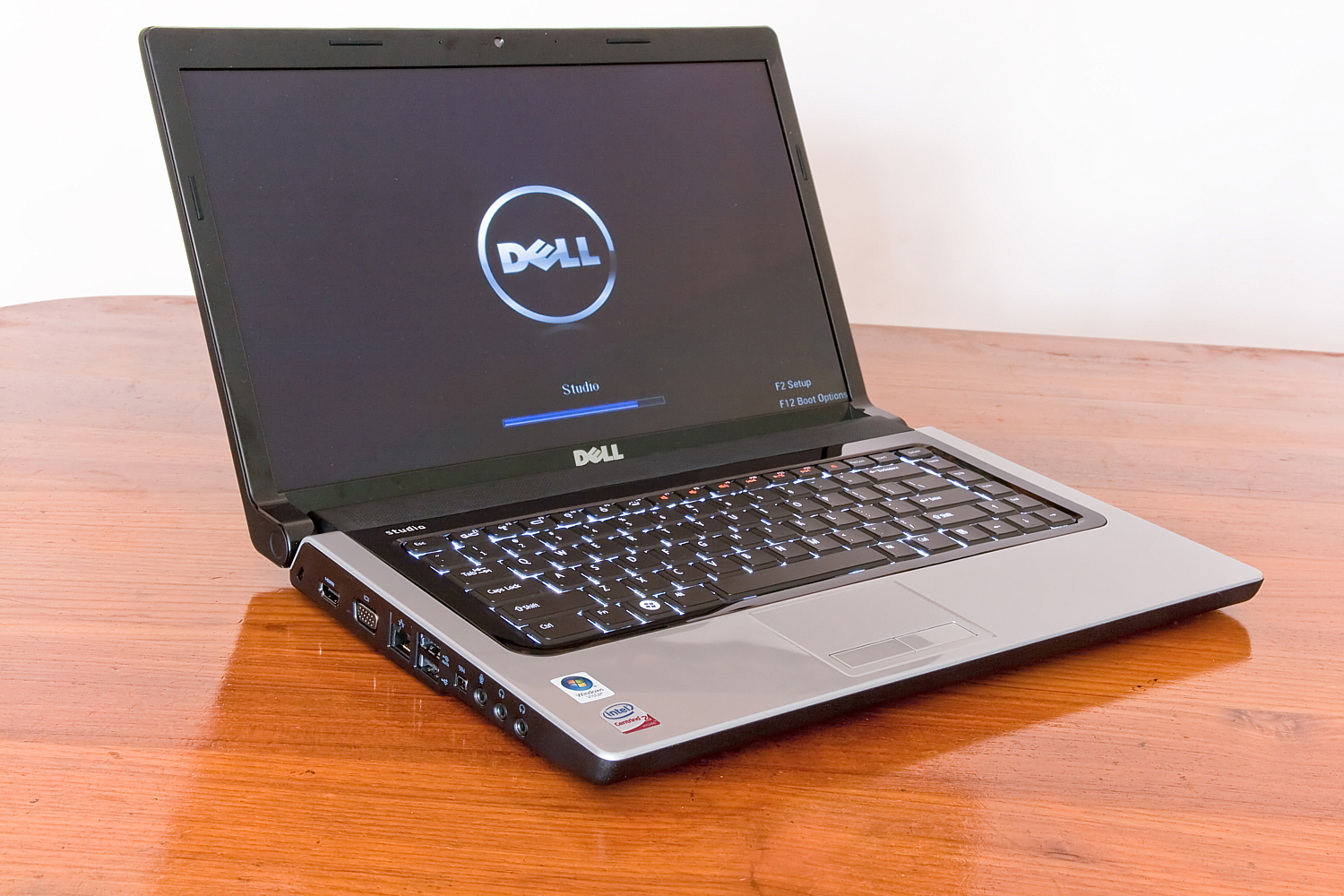
Dell Studio 1555筆記型電腦

- Studio XPS（高階XPS設計款系統以及高階多媒體運算能力）已停產）
- XPS（高階XPS設計款系統以及高階多媒體運算能力）
- G系列遊戲電腦
- Alienware（遊戲電腦系列）
- Adamo（已於2011年停產）

智慧型手機/平板電系列產品：
- Streak（英语：Dell Streak）（智慧型手機/平板電腦）
- Venue Pro（平板電腦）

戴爾的相關商品包括USB隨身碟、LCD显示器，以及打印机；戴爾螢幕包含液晶显示器。戴爾的 UltraSharp 系列是一個高階螢幕產品系列。
戴爾的服務以及支援產品包括 Dell On Call（延伸家用支援服務）、Dell Support Center 戴爾支援中心（海外延伸服務支援）、Dell Business Support 戴爾商業支援（商業的服務合約，用來提供產業即時的技術支援）、Dell Everdream Desktop Management（「軟體服務」遠端桌面管理）以及 Your Tech Team（一個適用於從網路或是電話購買戴爾產品的家用使用者解決方案）。
停產的產品以及系列包括 Axim（PDA，2007年4月9日停產），Dimension（家用以及小型企業用桌上型電腦，2007年7月停產），Dell Digital Jukebox（MP3 player，2006年8月停產），以及Dell Omniplex（用來支援伺服器運作以及桌上型功能的桌上型以及塔式電腦）。

## 生產
戴爾很早就開始採用客製化定單服務的生產機制，成為業界的先趨者，按照客戶所需的規格來提供個人用電腦，相較於其他眾多電腦廠商，每季均維持提供大量的訂單給中介廠商。
為了將產品購買與運送之間的延遲時間降到最低，戴爾研發出一套更貼近消費者的產品生產策略，同時也導入即時服務just in time生產辦法，可將存貨成本降到最低。低存貨也是戴爾商業模式的另外一個表徵，在這個零組件跌價速度快的行業更是一個重要的考量。
戴爾的生產流程包括組裝、軟體安裝、功能測試（包括燒機-後段測試的過程之一）以及品質管控。從戴爾的歷史看來，處處都可發現戴爾都是在內部生產桌上型電腦，以及外包筆記型電腦的基本材料然後再拿回公司內部組裝。然而，公司的策略需開始調整。在2006年年報上聲明：「戴爾將持續擴展原始設計生產及委外生產的合作關係。」華爾街日報於2008年9月報導：「戴爾著手進行與電腦廠商的合約，以外包計劃賣掉廠房。」
戴爾座落於德州奧斯丁（原始地點）的廠區與1999年啟用的田納西州黎巴嫩廠，以北美市場為主，提供桌上型電腦的組裝。於北卡羅萊納州的溫斯頓-賽倫廠區（啟用於2005年）計劃在2011年1月終止營運，同時位於邁阿密的佛羅里達州Alienware子公司仍維持營運。戴爾伺服器是從德州奧斯丁生產。
座落於德州奧斯丁的戴爾桌上型電腦廠房於2008年結束營運。而黎巴嫩廠也於2009年年初結束桌上型電腦生產業務。最後，也是最主要於美國境內北卡羅來納州的廠區預計在2011年1月終止營運。於北卡羅來納州廠區主要業務均被移轉至亞洲及墨西哥的簽約合作廠商，雖然戴爾表示僅有些許工作會轉移至其海外廠區。
戴爾在愛爾蘭群島的Limerick廠區的組裝電腦主要供EMEA（歐洲、中東、非洲）市場之用，員工人數近4500人。於1991年戴爾啟用Limerick廠區且成為愛爾蘭該國第二大外資企業，也是愛爾蘭最大的出口貨品廠商。於2009年1月8日，戴爾宣佈將於2010年的1月，所有於Limerick生產業務將全數移轉至戴爾於波蘭的Łódź城新廠區。歐盟官員表示他們將調查這高達5千270萬歐元的援助波蘭政府方案，是否為過去支持愛爾蘭的戴爾出走主因。1號歐洲生產基地（EMF1，啟用於1990年）以及緊鄰Limerick的部份Raheen Industrial Estate所組成的3號歐洲生產基地（EMF3）。2號歐洲生產基地（EMF2，先前由Wang廠區而後被Flextronics佔據於Castletroy）於2002年結束營運。戴爾後來將所有歐洲生產基地整倂至EMF3（EMF1僅保留辦公室）。戴爾的Alienware子公司也在愛爾蘭Athlone廠區生產電腦產品。4號歐洲生產基地（EMF4）建於波蘭的Łódź城也在2007年的秋天正式啟用生產。
戴爾於1995年启用位於馬來西亞的檳城廠區，而於1999年启用中國大陸的廈門廠區（福建戴尔有限公司）。這些廠區主要服務亞洲市場並有95%的戴爾筆記型電腦在此組裝。戴爾並投資預估為6千萬美元於印度青奈的生產基地，以支援在印度次大陸的戴爾產品銷售。印度製的產品將會被標記”印度生產”。於2007年，青奈廠區目標於2007年下半年度生產40萬部桌上型電腦以及計畫在此開始生產筆記型電腦以及其他產品。
戴爾為南美市場所生產的桌上型電腦及PowerEdge伺服器從1999年啟用的Eldorado do Sul廠區，轉移至2007啟用的巴西Hortolandia新廠區。

## 綠色先驅
戴爾成為資訊科技產業中最先設定產品回收目標的廠商（於2004年），以及於2006年達成全球消費者回收計畫的新里程碑。於2007年2月6日，國家回收聯盟（National Recycling Coalition）頒發”Recycling Works”獎項給戴爾以表彰其推廣生產者責任的努力。在2007年7月19日，戴爾宣布超前原先計劃在2009年達到回收2.75億磅電腦設備的目標。在2006年，戴爾在全球共回收超過780萬磅（近4萬噸）來自消費者端的電腦設備，比2005年增加93%，其中有12.4%的設備是戴爾七年前所販售的。
在2007年6月5日戴爾設下目標，立志成為業界永續綠化的科技廠商。基於此點，戴爾發表了零碳排放量的創舉，其中包括 
1. 逐年減少戴爾碳密度，到2012年僅剩15%
2. 要求主要供應商於每季業務檢視時提供碳排放數據資料
3. 與客戶合作打造「地球上最環保的個人電腦」
4. 擴展公司碳中和計畫-“Plant a Tree for Me”

戴爾於2007年世界環境日倫敦舉辦的圓桌會議宣布“The Re-Generation”一詞。“The Re-Generation”代表的是全球各年齡層“想要讓世界變得不同”的環保人士。戴爾也提及相關計畫並帶領設定科技產業的環境標準，且於未來能持續保持領導地位。
戴爾於年度企業社會責任（CSR）報告中描述其環境表現，依循Global Reporting Initiative（GRI）協議。戴爾在2008年的CSR報告中被GRI評比為“Application Level B級”。
戴爾透過產品的能源效率進化，致力於減少外在環境衝擊，同時也透過能源效率專案減少其直接營運衝擊。內部能源效率專案描述，每年可為公司省下超過3百萬美元的能源成本。戴爾公司內部最大的能源效率節省原因來自於電腦能源管理：透過採用特殊的能源管理軟體於5萬部的電腦網路上，戴爾預期將可節省180萬美元的能源成本。

## 技術服務
根據零組件型式以及購買的支援服務等級，戴爾提供各式技術支援詢問服務。戴爾將其服務內容分成五個層級提供商用客戶：
1. 基本支援服務，營業時間內提供電話服務支援及隔日工作天現場支援/原廠保固或收取及歸還服務（根據購買合約上的銷售點紀錄）
2. 銀級服務，提供全年無休24小時電話服務，以及在疑難排解電話後的四小時內提供現場支援
3. 金級服務，提供高於銀級服務的額外其他優質服務
4. 白金級服務提供高於金級服務的額外其他優質服務
5. 於特定城市提供兩小時內的現場支援服務。

戴爾的消費者部門提供全年無休24小時電話服務以及線上疑難排解服務，不像其他公司只於營業時間在特定範圍比如美國及加拿大市場的技術服務。於2008年2月4日，戴爾針對企業發表一款全新的支援服務方案名為ProSupport，提供客戶多項客製化服務選擇以滿足大眾需求。有別於一般採取通用化服務，戴爾整合多個套裝選擇，以滿足各個範疇的企業客戶，包含中小企業、大型企業客戶、政府單位、教育機構、保健事業及生技產業。戴爾現在也提供單獨的支援選擇給IT人員以及非IT專業的人員。戴爾為後者提供”如何操作”的軟體應用程式支援，例如Microsoft Office。戴爾也與眾多第三方軟體廠商合作提供支援服務，對於戴爾認證的IT部門，戴爾提供快速派遣服務，協助勞工及登入危機中心以掌控重大營運中斷、病毒攻擊、或是由自然災害造成的問題。
戴爾擁有多種面向且獨特的支援方案。舉例而言，電腦採用一種獨特由數字及字母構成的”服務標註”的辨別方式，以及11個位元的Express服務代碼（打入迅速電腦語音查詢系統IVR），讓客戶獲得適當的服務。代理商同時優化DellConnect（一種基於Citrix/GoToAssist的遠端登入工具，讓技術人員面對有疑難雜症的客戶，可透過戴爾服務的能力進入客戶電腦遠端遙控）。

## 企業組織

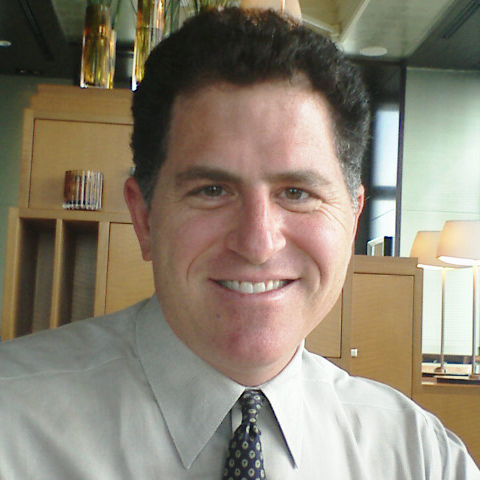
麥可·戴爾1984年創立本公司

主要掌管戴爾公司的是九人組成的董事會。麥可·戴爾是公司的創辦人，服務於董事會。其他董事會成員包括Don Carty，William Gray，Judy Lewent，Klaus Luft，Alex Mandl，Michael A. Miles以及Sam Nunn。股東們會於會議中遴選出九位董事會成員，沒有被選到的董事會成員，必須向董事會提出辭職信，隨後，董事會會決定是否要接受該成員的辭職。董事會成員通常設立五個委員會，主要負責監管特定議題。包括處理會計議題、查帳及報告職責的監管委員會（Audit Committee）；負責批准執行長及公司其他員工補償金的補償委員會（Compensation committee）；財務委員會（Finance Committee）則是掌管如提出併購或合併案等相關財務相關事務。管理暨提名委員會（Governance and Nominating Committee）則掌管包括遴選董事會成員等企業事務；反壟斷遵循委員會（Antitrust Compliance Committee）是企圖避免公司業務違反反托拉斯法。
戴爾的企業組織架構與管理，不僅僅取決於董事會的決策。戴爾全球管理委員會會設下策略性的方向。在美國之外，戴爾擁有區域副總裁掌管各個國家，包括David Marmonti管理EMEA地區，Stephen J. Felice掌管亞太及日本區。到了2007年，其他高階主管還有包括Martin Garvin（全球採購資深副總裁）及Susan E. Sheskey（副總裁暨資訊長）

## 行銷手法

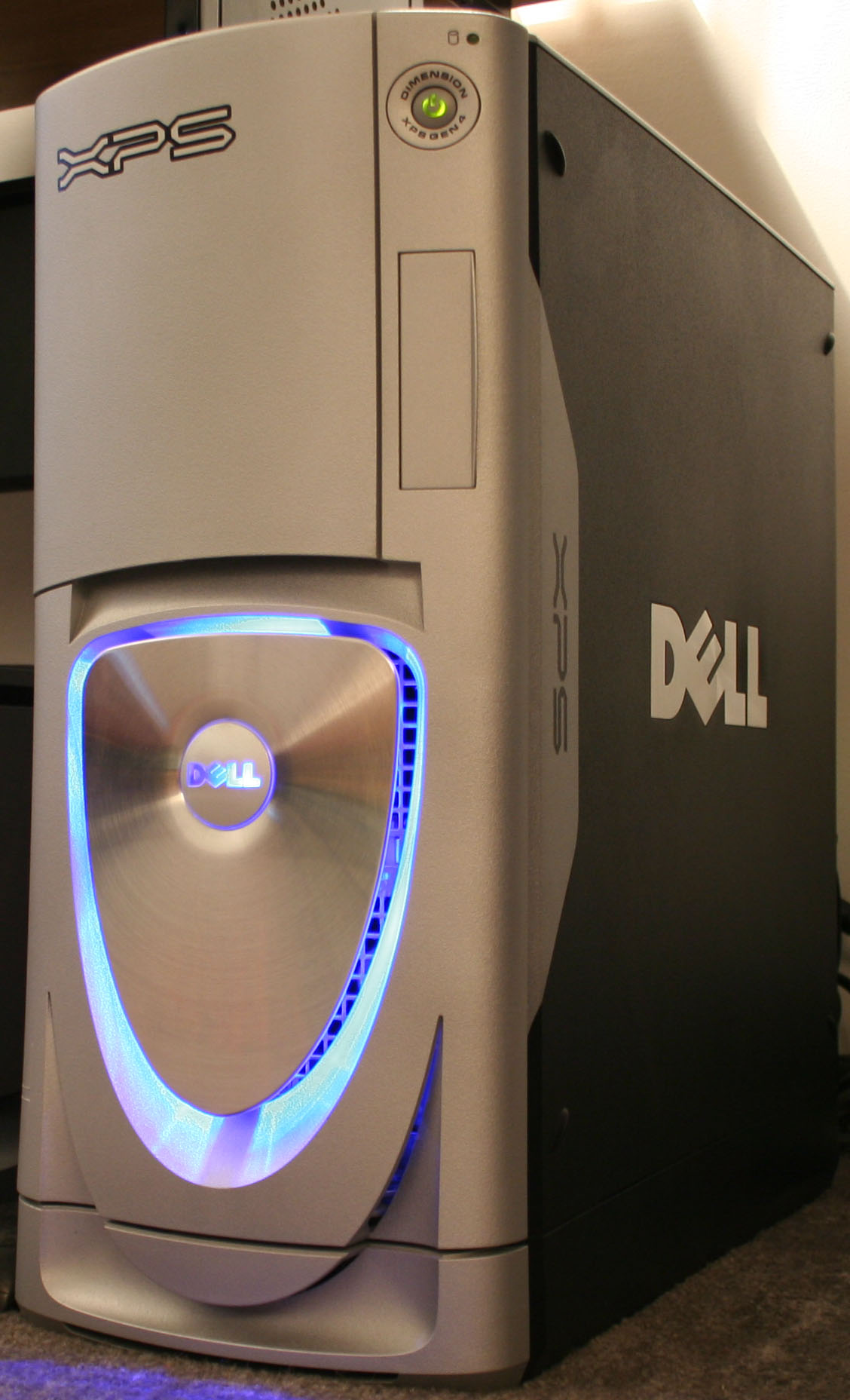
高級電腦XPS系列

戴爾的廣告有多種媒體形態的呈現，包括電視、網路、雜誌、目錄及報紙。部分戴爾行銷策略包括整年度的持續降價，提供免費的額外產品（如戴爾印表機），以及提供免費的運送服務，都是為了刺激更多的銷售及擊退競爭對手。在2006年，戴爾削價努力維持19.2%的市佔率。然而，這同時也砍掉了近半的邊際利潤，讓利潤從8.7%降到4.3%。為了維持低價策略，戴爾除了透過網路接下最多產品訂單以及透過電話銷售外，更將客戶服務單位從El Salvador轉移到India。
戴爾於2000年早期製作了一系列熱門的電視及平面廣告，由演員Ben Curtis扮演一個愛調皮搗蛋的金髮少年“Steven”，要去協助那些無助的購買電腦者。每個電視廣告通常都結束於Steven的標語：“Dude, you’re getting a Dell!”後續的廣告號召了戴爾總部的實習生，與Curtis這個角色，一起在某支廣告結尾客串演出。
戴爾主打遊戲電腦XPS系列的廣告，以平面的方式出現於2006年九月的“Wired”刊物。以一句在網路及玩家間流傳的流行語“FTW”作為標語，意思為“For The Win”。然而戴爾很快就結束了這個活動。
在首款第一人稱射擊遊戲“F.E.A.R. Extraction Point”，多款搭載此遊戲的桌上型電腦均清楚可見Dell XPS型號的標誌，有時候甚至在螢幕上也有戴爾的商標。
2007年，戴爾在美國更換了廣告代理商，從BBDO轉至Mother。於2007年七月，戴爾發表由Mother製作的全新廣告，主打Inspiron與XPS產品系列。這個廣告使用Flaming Lips與Devo特別為了廣告片“Work it Out”所改良並重新錄製的音樂。
2007年同期，戴爾也開始使用新的廣告標語“Yours is Here”，意即戴爾提供客製化的電腦以符合客戶需求。

## 戴爾全球零售市場
2008年2月底，戴爾產品開始於大型辦公用品零售店，加拿大的Staples Business Depot裡販售。於2008年4月，Future Shop以及Best Buy也開始販賣戴爾的產品，包括桌上型電腦、筆記型電腦、印表機及螢幕。
由於有些顧客不喜歡透過電話或網路購買科技產品，戴爾也深入調查位於中歐及俄國城市的零售營運狀況。在2007年4月，戴爾於Budapest的零售店正式開幕。於同年十月，戴爾也於莫斯科設立零售店。
英國HMV的旗艦店Trocadero商店，自2007年12月開始販售Dell XPS電腦。2008年1月，英國的DSGi商店集團開始販售戴爾產品（尤其是透過Currys及PC World商店）。同年，大型連鎖超市Tesco在英國各連鎖店中也開始販售戴爾筆記型電腦以及桌上型電腦。
2008年的五月，戴爾與隸屬於Coles Group的Officeworks達成協議，開始販售部分更新版的Inspiron桌上型電腦及筆記型電腦，打進企業供應鏈。這些型號與原廠產品型號有些微差異，但幾乎與Dell Store販售的相似。
同年11月開始，戴爾就持續透過與同樣隸屬於Coles Group的Harris Technology合作，打進澳洲市場。同時，戴爾也透過提供折扣給電子零售商，像是知名的削價競爭廠商The Good Guys，持續擴展零售通路點，在2008年底，戴爾同意提供一系列包括Studio/XPS系統的桌上型電腦以及筆記型電腦。
於2009年五月，戴爾與由Woolworths Limited持有的Dick Smith Electronics達成協議，將零售點擴展至整個澳洲及紐西蘭四百家Dick Smith商店（與Officeworks達成協議的一年後）。零售商同意銷售多款包括Inspiron及Studio筆記型電腦，及少量的Studio桌上型電腦。到了2009年，戴爾持續於澳洲的18座購物中心設置展示區；2010年三月份，戴爾宣布結束在澳洲及紐西蘭設置展示中心的計畫。

## K12教育市場
過去的十年，對於數位教室有許多不同的定義，有些定義相當模糊，例如於教室內使用互動白板及投影機。其它則有更多詳盡及包含特定內容的定義。
戴爾成為數位教室的領導者已行之有年，並有多種不同版本的數位教室。最新的定義為：科技能激發多種層次的學習，讓教師及學生的課堂體驗更加深刻。
其它的企業及產品含括了不同的定義。其中之一提及，數位教室中最重要的是學生、教師以及教學互動。這樣的觀點強調教學互動的重要性高於僅是產品所帶來的好處。
典型採用於數位教室的技術包括投影機、電腦、音響設備，學生及時回應系統、影像發佈及網路協定電視（IP TV）。所有的產品都擁有同一個目標，就是改善學生的學習體驗。假使應用恰當，多媒體課程（Media Rich Curriculum）將成為教室的核心，遠比技術來得重要。
於當地網絡區域的影音發佈需包含幾個重點特色，一個設計合宜的網路及影音發佈設備。當提及網路支援影音發佈的問題時，可依循”若網路可支援VoiP（IP電話）的話，就必須要能夠支援影音發佈”的標準規範。儘管這是一般的陳述，但可以協助教育者設定於教室應用MRC工具於網路的標準。

## 競爭概況
戴爾主要的競爭對手包括苹果、惠普、华硕ROG、联想、IBM、雷蛇及Sun Microsystems。戴爾及其子公司Alienware亦同時與AVADirect、Falcon Northwest、VoodooPC（HP的子公司）等於市場中競爭。2006年第二季戴爾全球個人電腦市場市佔率18%~19%，而主要競爭對手HP則約有15%的市佔率。
2006年末，戴爾將個人電腦市場的領導地位讓給了惠普。Gartner及IDC兩家知名分析機構均預估2006年第三季HP全球出貨量將超過戴爾。同期間，HP的15%成長率讓戴爾的3.6%成長率相形失色。同年第四季出貨量拉鋸越趨擴大，Gartner預估戴爾個人電腦出貨量下滑8.9%，相對於惠普則是擁有23.9%的成長率。於2006年底結算時，戴爾整體個人電腦市場佔有率下滑至13.9%，而惠普則擁有17.4%。
IDC報告指出戴爾失去的伺服器市場比四大競爭者多。IDC在2006年第四季預估戴爾的伺服器市占率從前一年的9.5%降至8.1%，年遞減率為8.8%，流失的市場主要轉至EMC及IBM。

## 爭議事件

### 大規模網頁優惠折扣事件
戴爾電腦在2009年6月與7月，在台灣版的銷售網站連續發生了非常大規模的網路標價優惠折扣事件，首先是在6月25號晚間9點至26號早晨6點期間發生全站產品折扣七千新台幣的事件，導致湧入4萬3千多筆訂單，訂購將近14萬台平面顯示器，戴爾在長達一星期的磋商後，拒絕消保會至少按價每人出貨一台的建議，僅願意提供一千至三千新台幣左右的不等的折扣券補償，然多數消費者表示其折扣券與誠意不足無法接受，而爭議尚未結束之時，又於7月5日凌晨12點至早晨10點之間發生筆記型電腦更換顏色即可多折價四萬多元新台幣的狀況。，再度導致了約近一萬五千筆，共近五萬台筆記型電腦的極大量訂單湧入，導致消費者開始質疑戴爾是否有意圖藉機宣傳、惡意騙取消費者個人資料或對於網路銷售的管理十分無能。消費者因而不滿戴爾公司處置而向法院提告，臺北地方法院一審審理判決：戴爾網站上所登錄的定型化契約，屬於「要約引誘」性質，消費者訂購後，戴爾另以電郵回覆通知拒絕，戴爾可以不必出貨。而判決消費者敗訴。二審審理判決：戴爾網站上有清楚標示型號、原價與折扣後的價格，消費者下單代表雙方對商品的價格已有共識，因此契約成立。而判決消費者勝訴定讞。
同時，戴爾台灣區總經理廖仁祥也表示「網路直銷業務佔全球戴爾業務相當大比重，不過在台灣，透過網站採購的中小企業與一般消費者占戴爾營收不大。」顯示戴爾並不重視台灣零售市場的消費者。
相對於IBM、惠普和日本丸紅等國際大廠錯誤優惠折扣後都照單全收，也使得台灣消費者對於戴爾失去一定程度的信心。
而另一方面，由網友串連在臺南地方法院對戴爾提出的民事訴訟，則是裁定被告荷蘭商戴爾企業股份有限公司台灣分公司必須依約出貨。法官認為戴爾電腦宣稱標錯價再以折價券補償，是犯有「故意」行為和促銷伎倆，判決戴爾需依契約出貨49萬元訂單，全案仍可上訴。

### 戴爾中國宣傳外掛遊玩事件
福建戴尔有限公司（戴尔中国大陆）市場部全球副總裁肖三樂（Sally Xiao）於2018年4月4日，在位於北京舉辦第八代處理器發表會宣傳新型筆電，告訴各位玩家如果要使用《絕地求生PUBG》外掛，一定要買戴爾筆電才能發揮優異性能，因而引起全世界《絕地求生》玩家相當不滿。
报道称肖三樂表示：「大陆玩家使用外掛將會成為世界上最有統治能力的人，舉例來說遊戲可以跑得比其他使用者快速，像是一次炸掉10輛載具等等能力。如果頂級玩家使用英特爾（Intel）第八代核心性能，將可以執行更多外掛來成功吃雞。」接著肖三樂也補充說：「這些成功運作大量外掛的頂級玩家，將會歸功於第八代戴爾筆電的強大優異性能。」
戴爾中国大陆于当天下午17點左右對外發佈聲明表示：「上週大陆舉辦戴爾新品發佈會上，我們在進行產品和遊戲的關聯展示時，引用了一些不洽當的輔助遊戲畫面做為示範。這類行為是所有遊戲玩家深惡痛絕的行為，我們深刻了解這是一個不妥的做法。多年來，戴爾與眾多電競團體保持緊密合作關係，致力於全球遊戲玩家提供更好的電競體驗。戴爾自始至終主張並堅持電子競技公平競爭，堅決反對玩家將競技優勢中的技巧運用到作弊配置及腳本中。我們位傳達不當訊息深表歉意，並在此聲明譴責任何濫用技術力量的不當行為。」